# Boerenopstand (1971)
De boerenopstand 1971 vond op 21 december 1971 plaats in de Overijsselse gemeente Tubbergen. Aanleiding was een voorgenomen ruilverkaveling van met name de landbouwgronden.

## Stemming
Bij de stemming door belanghebbenden over het plan voor ruilverkaveling waren er 2938 stemgerechtigden, ongeveer 1200 daarvan hadden een boerenbedrijf. Slechts 27 stemmen werden uitgebracht, waarvan 15 voor en 12 tegen het voorstel. Ondanks de lage opkomst werd het besluit doorgezet, omdat de niet-uitgebrachte stemmen als 'voor' werden geteld. Dit werd door veel inwoners van de gemeente als oneerlijk ervaren.

## Rellen
In de dorpen Tubbergen en Geesteren ontstonden rellen. Bij het gemeentehuis werden de ruiten ingegooid en het huis van burgemeester Lodewijk Schepers werd in brand gestoken. De Mobiele Eenheid werd ingezet en er vielen meerdere gewonden, een politieman kreeg zelfs een mes in de rug. In 1972 werd een rapport over de gebeurtenissen besproken in de Tweede Kamer.

## Herziening
Op 26 maart 1973 was er een nieuwe stemming over de ruilverkaveling. Met meerderheid van stemmen werd het plan verworpen, waarna het nooit meer tot uitvoering is gekomen.
In 2021 werd vijftig jaar nadien op deze woelige periode teruggekeken met een theaterproductie. Er waren in Tubbergen nog steeds gemengde gevoelens over de 'opstand'.

## Afbeeldingen

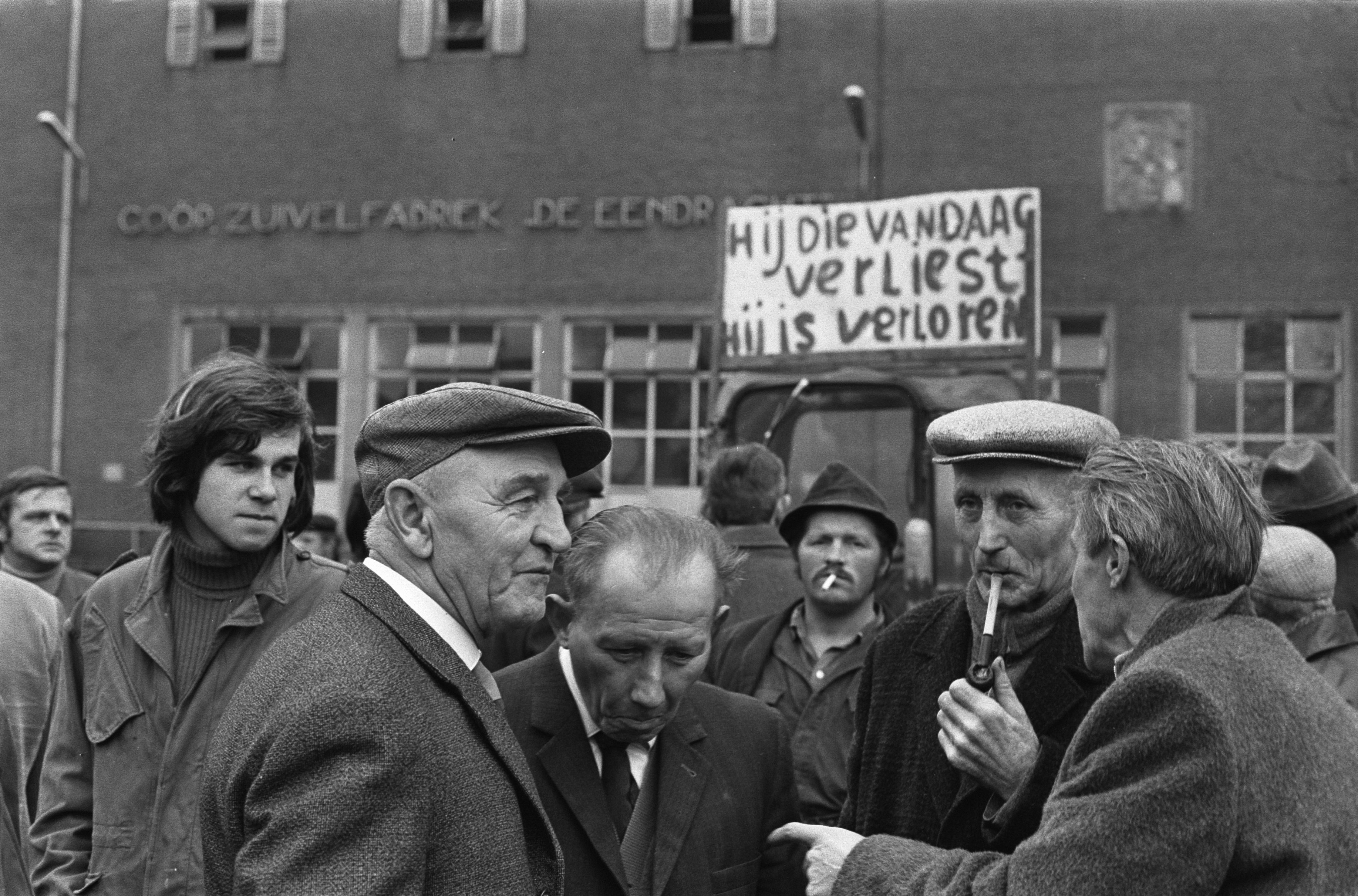
Boeren en een spandoek: Hij die vandaag verliest, hij is verloren.
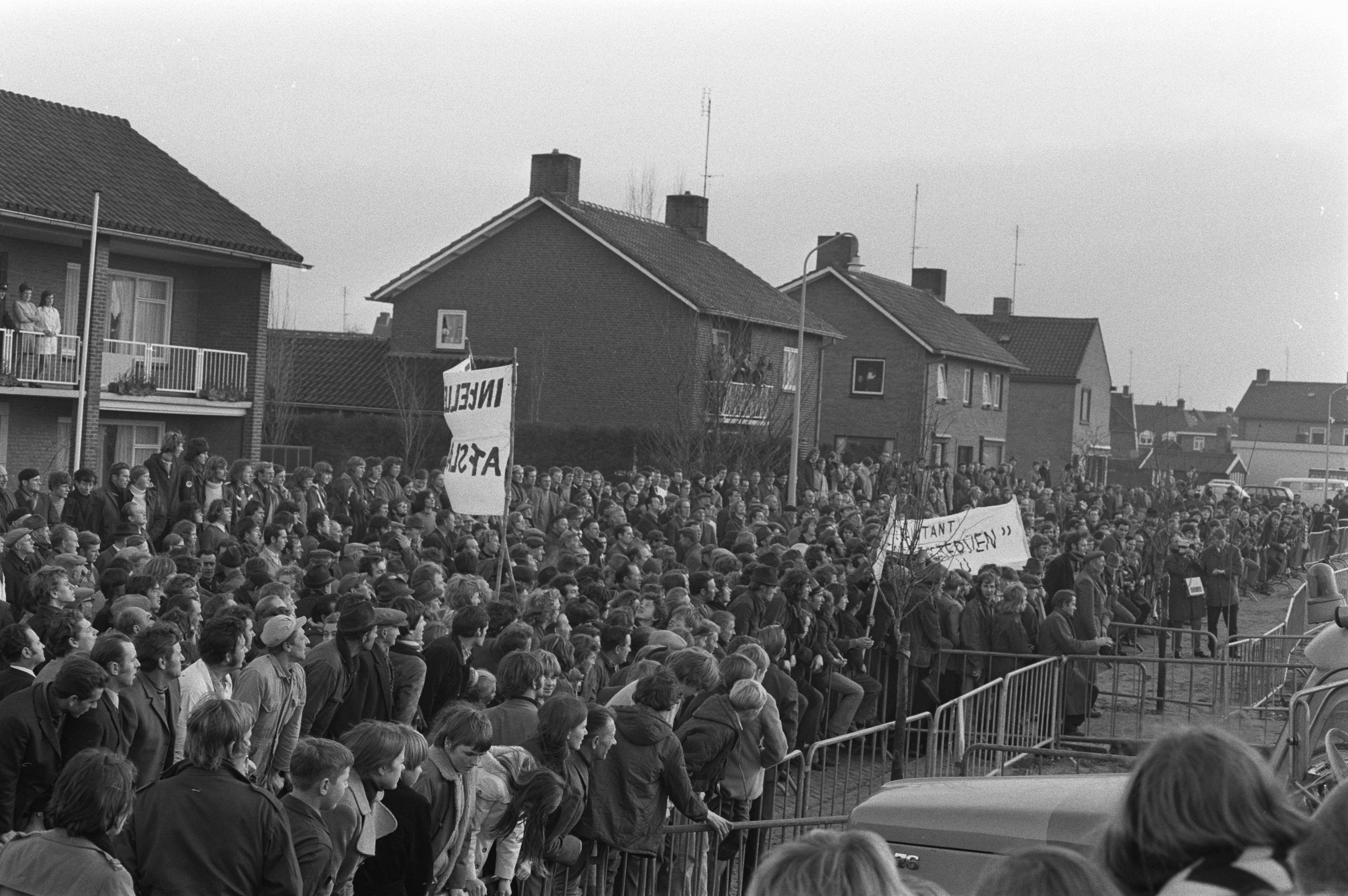
Demonstranten en omwonenden bij het stembureau
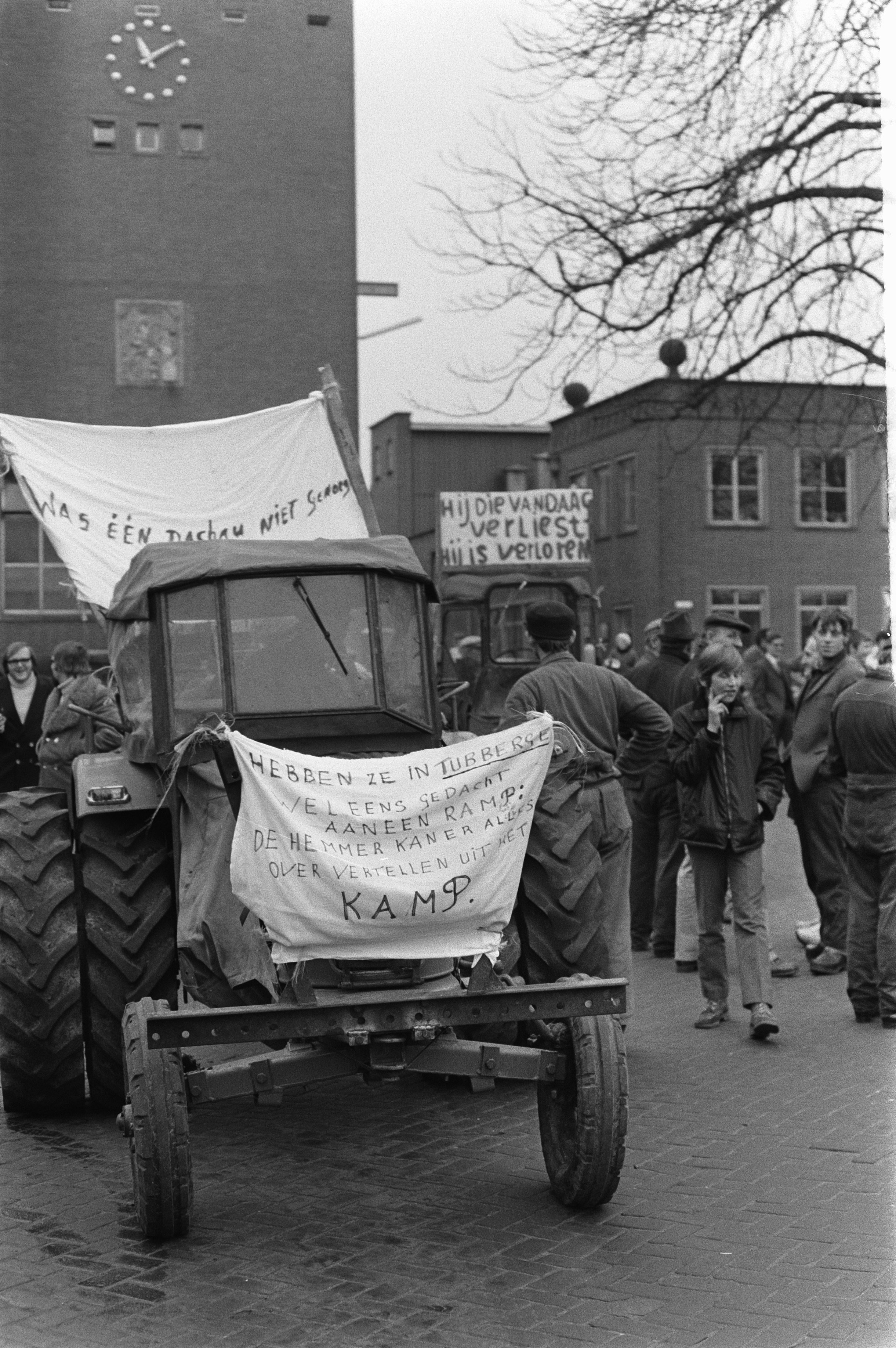
Was één Dachau niet genoeg? Hebben ze in Tubbergen weleens gedacht aan een ramp: de Hemmer kan er alles over vertellen uit het kamp.
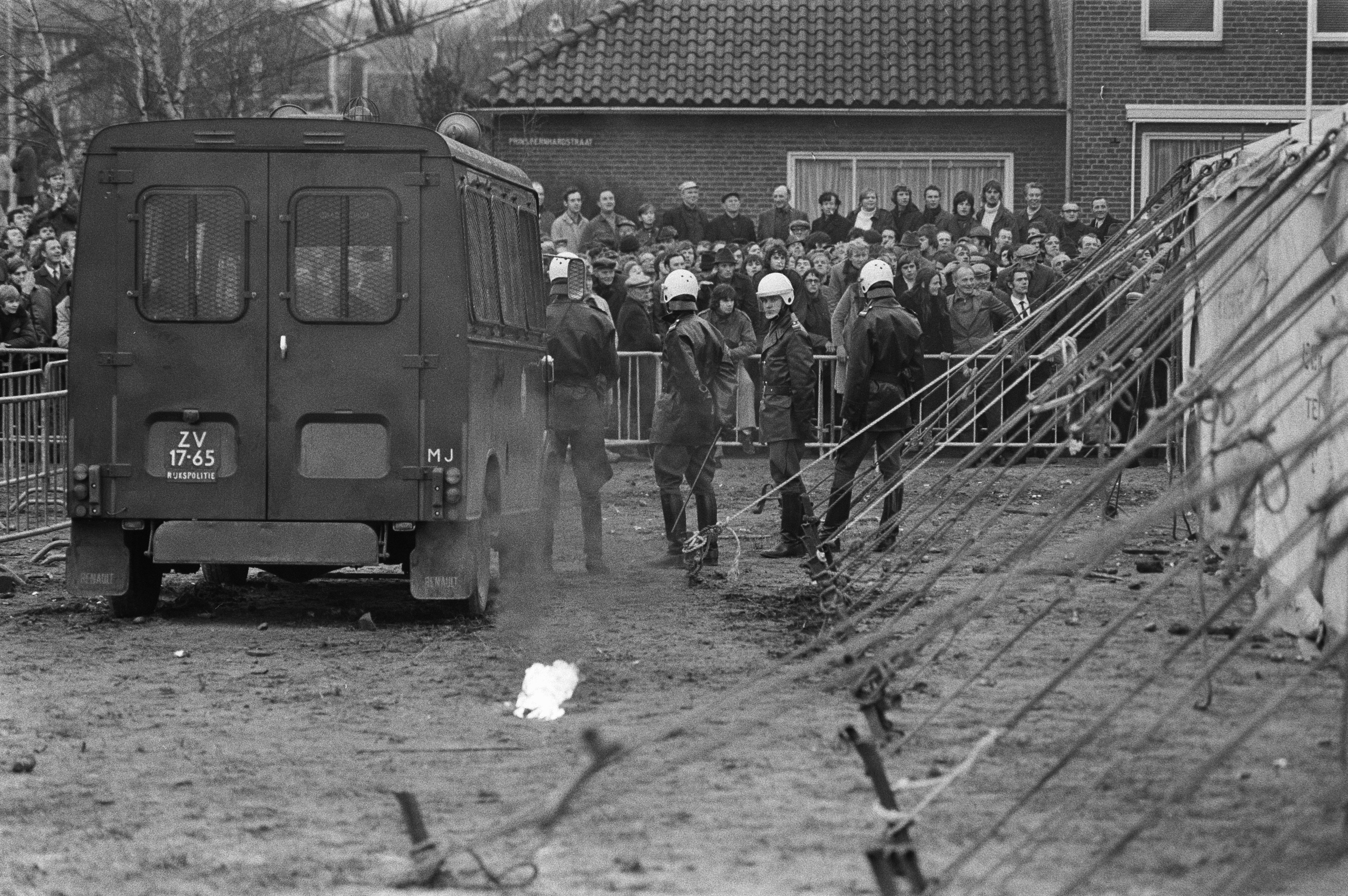
De Mobiele Eenheid en demonstranten bij het stembureau
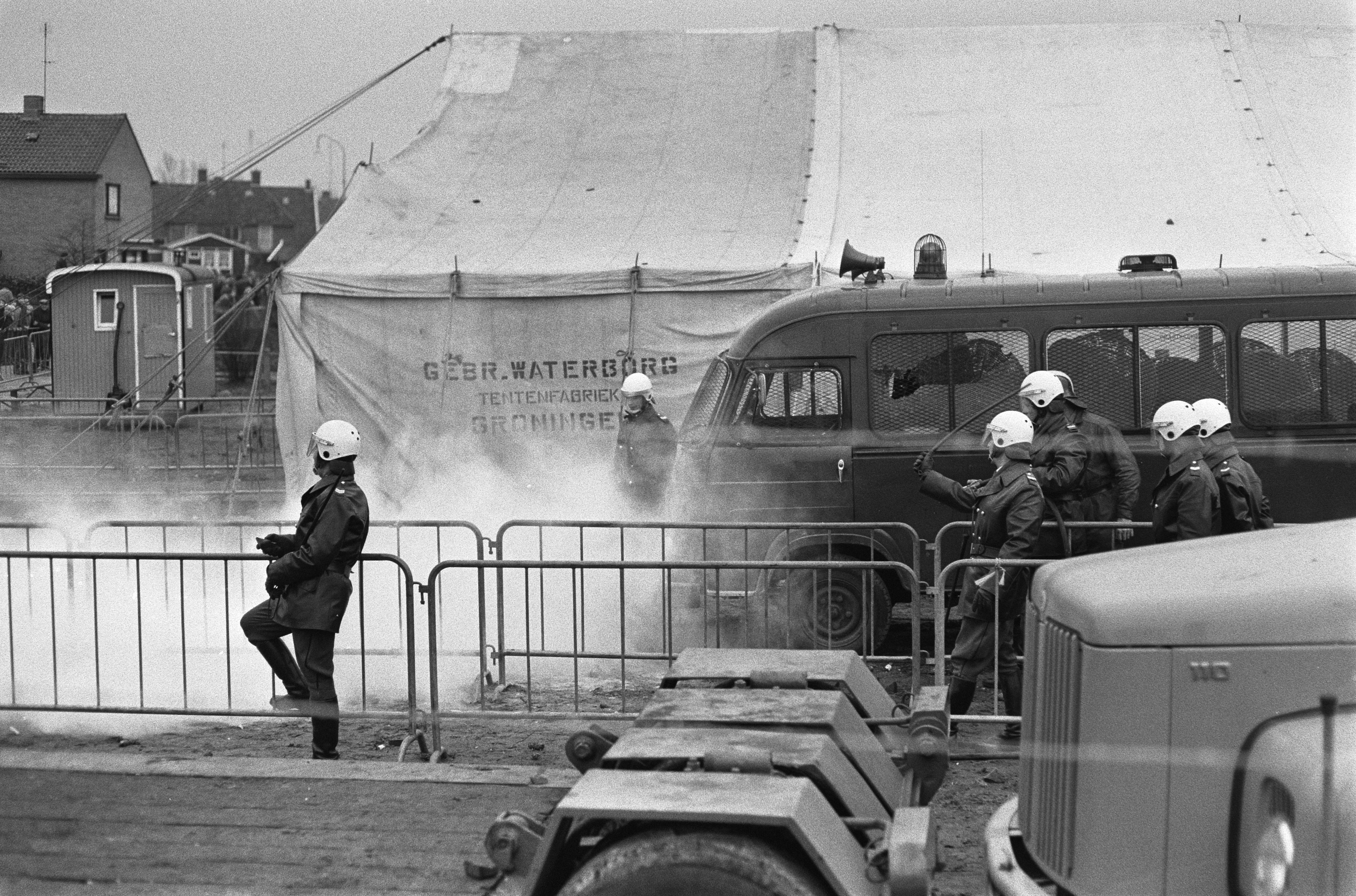
ME'ers en een gepantserde bus bij het stembureau